# La Mosca (Málaga)
La Mosca es un barrio periférico perteneciente al distrito Este de la ciudad andaluza de Málaga, España. Está situado en la margen derecha del Arroyo Jaboneros, a ambos lados de la ronda este. Según la delimitación oficial del ayuntamiento, limita al este con el barrio de San Francisco, que se extiende al otro lado del mencionado arroyo; al sur, con Valle de los Galanes; y al oeste, con Hacienda Paredes y Cerrado de Calderón.
La Mosca es uno de los barrios periféricos de Málaga en los que se desarrolla la Fiesta de Verdiales, Bien de Interés Cultural de la categoría actividad de interés etnológico, según el gobierno autonómico. La fiesta de verdiales constituye una de las expresiones culturales de más fuerte arraigo en la provincia de Málaga y forma parte de su patrimonio inmaterial vivo. Hasta la década de 1960 los verdiales se localizaban en los Montes de Málaga, pero a partir de esta década, con el fuerte éxodo rural, se desplazan paulatinamente a los barrios periféricos de la capital, siendo La Mosca uno de los lugares en los que los emigrados trasmitieron la tradición a las nuevas generaciones y a las élites de la capital, de manera que la fiesta pasó a ser sentida también como propia por los malagueños.
Desde hace algunos años atrás, la barriada cuenta con un grupo de Maragatas, formado por un grupo de vecinos, que participa en eventos de la ciudad, demostrando y dando a conocer la riqueza cultural propia de su tierra. Cada viernes, se imparten clases de Maragatas en la asociación de vecinos de la barriada, desde los más pequeños hasta los más veteranos.   
Igualmente, la barriada de La Mosca, es conocida por su popular "Belén de los Sueños" al que cada año acuden numerosas personas para contemplarlo, tanto en familias como en excursiones concertadas. Se trata de una representación del nacimiento de Jesús tallada en la misma piedra de la ladera, utilizando así, los recursos que proporciona la naturaleza. En definitiva, es uno de los aspectos más significativos de la barriada malagueña. No hay que olvidar al equipo de fútbol U.D. La Mosca, que es igualmente conocido a nivel local. Además, cuenta con un centro escolar, el Colegio Público "La Biznaga", situado encima de la montaña en el que se imparten clases desde el primer curso de infantil hasta el último de primaria.

## Festividad
Cada año, se celebra en el barrio de La Mosca, un fin de semana cultural en el que participan todos los vecinos. Normalmente, suele celebrarse el primer fin de semana de septiembre. El viernes, la verbena suele comenzar al atardecer y la música continúa hasta bien entrada la madrugada. El sábado, las actividades y juegos infantiles dan el pistoletazo de salida a una jornada que durará hasta altas horas de la noche. Por último, el domingo un grupo de socios, preparan una gran paella y la comparten con todos los vecinos del barrio, así como amigos y familiares de otras zonas. El alcalde de Málaga, Francisco de la Torre Prados, suele acudir a saludar a toda la barriada.  

## Transporte
En autobús está conectado al resto de la ciudad mediante las siguientes líneas de la EMT: 
| Línea | Trayecto                                   | Recorrido | Frecuencia    |
| ----- | ------------------------------------------ | --------- | ------------- |
| 34    | Alameda Principal - Pedregalejo (La Mosca) | Recorrido | 30-35 minutos |